# Pakistanische Cricket-Nationalmannschaft in Südafrika in der Saison 2024/25
Die Tour der pakistanischen Cricket-Nationalmannschaft nach Südafrika in der Saison 2024/25 fand vom 10. Dezember 2024 bis zum 6. Januar 2025 statt. Die internationale Cricket-Tour war Bestandteil der Internationalen Cricket-Saison 2024/25 und umfasste zwei Tests, drei ODIs und drei Twenty20s. Die Tests waren Bestandteil der ICC World Test Championship 2023–2025. Südafrika gewann die Twenty20- und Test-Serie jeweils mit 2–0 und Pakistan die ODI-Serie mit 3–0.

## Vorgeschichte
Südafrika spielte zuvor eine Tour gegen Sri Lanka, Pakistan eine ebensolche in Simbabwe. Das letzte Aufeinandertreffen der beiden Mannschaften bei einer Tour fand in der Saison 2020/21 in Südafrika statt.

## Stadien
Die folgenden Stadien wurden für die Tour als Austragungsort vorgesehen und am 3. Mai 2024 bekanntgegeben.
| Stadion                  | Stadt        | Kapazität | Spiele          |
| ------------------------ | ------------ | --------- | --------------- |
| Centurion Park           | Centurion    | 22.000    | 1. Test; 2. T20 |
| Sahara Stadium Kingsmead | Durban       | 25.000    | 1. T20          |
| Wanderers Stadium        | Johannesburg | 34.000    | 3. ODI; 3. T20  |
| Newlands Cricket Ground  | Kapstadt     | 25.000    | 2. Test; 2. ODI |
| Boland Park              | Paarl        | 10.000    | 1. ODI          |

## Kaderlisten
Pakistan benannte seine Kader am 4. Dezember 2024.
Südafrika benannte seinen Twenty20-Kader am 4. Dezember, seinen ODI-Kader am 12. Dezember und seinen Test-Kader am 18. Dezember 2024.
| Test | Test | ODI | ODI | Twenty20 | Twenty20 |
| Südafrika | Pakistan | Südafrika | Pakistan | Südafrika | Pakistan |
| --- | --- | --- | --- | --- | --- |
| - Temba Bavuma (K) - David Bedingham - Corbin Bosch - Matthew Breetzke - Tony de Zorzi - Marco Jansen - Keshav Maharaj - Kwena Maphaka - Aiden Markram - Wiaan Mulder - Senuran Muthusamy - Dane Paterson - Kagiso Rabada - Ryan Rickelton - Tristan Stubbs - Kyle Verreynne (wk) | - Shan Masood (K) - Saud Shakeel (VK) - Aamir Jamal - Abdullah Shafique - Babar Azam - Haseebullah Khan (wk) - Mir Hamza - Kamran Ghulam - Khurram Shahzad - Mohammad Abbas - Mohammad Rizwan (wk) - Naseem Shah - Noman Ali - Saim Ayub - Salman Ali Agha - Zahid Mahmood | - Temba Bavuma (K) - Ottniel Baartman - Tony de Zorzi - Marco Jansen - Heinrich Klaasen (wk) - Keshav Maharaj - Kwena Maphaka - Aiden Markram - David Miller - Andile Phehlukwayo - Kagiso Rabada - Ryan Rickelton (wk) - Tabraiz Shamsi - Tristan Stubbs (wk) - Rassie van der Dussen | - Mohammad Rizwan (K, wk) - Abdullah Shafique - Abrar Ahmed - Babar Azam - Faisal Akram - Haris Rauf - Irfan Khan Niazi - Kamran Ghulam - Mohammad Hasnain - Naseem Shah - Saim Ayub - Salman Ali Agha - Shaheen Afridi - Shahnawaz Dahani - Sufiyan Muqeem - Tayyab Tahir - Usman Khan (wk) | - Heinrich Klaasen (K, wk) - Ottniel Baartman - Matthew Breetzke - Donovan Ferreira - Dayyaan Galiem - Reeza Hendricks - Patrick Kruger - George Linde - Kwena Maphaka - David Miller - Anrich Nortje - Nqaba Peter - Ryan Rickelton (wk) - Tabraiz Shamsi - Andile Simelane - Rassie van der Dussen | - Mohammad Rizwan (K, wk) - Abbas Afridi - Abrar Ahmed - Babar Azam - Haris Rauf - Jahandad Khan - Irfan Khan Niazi - Mohammad Hasnain - Mubasir Khan - Omair Yousuf - Rohail Nazir (wk) - Saim Ayub - Salman Ali Agha - Shaheen Afridi - Sufiyan Muqeem - Tayyab Tahir - Usman Khan (wk) |

## Twenty20 Internationals

### Erstes Twenty20 in Durban
| 10. Dezember Scorecard | Durban | Südafrika 183-9 (20)          | – | Pakistan 172-8 (20) |
|                        |        | Südafrika gewinnt mit 11 Runs |   |                     |

Südafrika gewann den Münzwurf und entschied sich als Schlagmannschaft zu beginnen. Als Spieler des Spiels wurde George Linde ausgezeichnet.

### Zweites Twenty20 in Centurion
| 13. Dezember Scorecard | Centurion | Pakistan 206-5 (20)             | – | Südafrika 210-3 (19.3) |
|                        |           | Südafrika gewinnt mit 7 Wickets |   |                        |

Pakistan gewann den Münzwurf und entschied sich als Schlagmannschaft zu beginnen. Als Spieler des Spiels wurde Reeza Hendricks ausgezeichnet.

### Drittes Twenty20 in Johannesburg
| 14. Dezember Scorecard | Johannesburg | Südafrika      | – | Pakistan |
|                        |              | Spiel abgesagt |   |          |

Spiel wurde auf Grund von anhaltenden Regenfällen abgesagt.

## One-Day Internationals

### Erstes ODI in Paarl
| 17. Dezember Scorecard | Paarl | Südafrika 239-9 (50)           | – | Pakistan 242-7 (49.3) |
|                        |       | Pakistan gewinnt mit 3 Wickets |   |                       |

Südafrika gewann den Münzwurf und entschied sich als Schlagmannschaft zu beginnen. Als Spieler des Spiels wurde Salman Agha ausgezeichnet.

### Zweites ODI in Kapstadt
| 19. Dezember Scorecard | Kapstadt | Pakistan 329 (49.5)          | – | Südafrika 248 (43.1) |
|                        |          | Pakistan gewinnt mit 81 Runs |   |                      |

Südafrika gewann den Münzwurf und entschied sich als Feldmannschaft zu beginnen. Als Spieler des Spiels wurde Kamran Ghulam ausgezeichnet.

### Drittes ODI in Johannesburg
| 22. Dezember Scorecard | Johannesburg | Pakistan 308-9 (47/47)                    | – | Südafrika 271 (42/47) |
|                        |              | Pakistan gewinnt mit 36 Runs (D/L method) |   |                       |

Südafrika gewann den Münzwurf und entschied sich als Feldmannschaft zu beginnen. Als Spieler des Spiels wurde Saim Ayub ausgezeichnet.

## Tests

### Erster Test in Centurion
| 26. – 30. Dezember Scorecard | Centurion | Pakistan 211 (57.3) & 237 (59.4) | – | Südafrika 301 (73.4) & 150-8 (39.3) |
|                              |           | Südafrika gewinnt mit 2 Wickets  |   |                                     |

Südafrika gewann den Münzwurf und entschied sich als Feldmannschaft zu beginnen. Für Pakistan bildeten Shan Masood und Saim Ayub die Eröffnungs-Partnerschaft. Masood gelangen 17 Runs und Ayub schied kurz darauf nach 14 Runs aus. Daraufhin formten Kamran Ghulam und Sauf Shakeel eine weitere Partnerschaft. Shakeel erreichte 14 Runs und wurde durch Mohammad Rizwan gefolgt. Daraufhin verlor Ghulam sein Wicket nach einem Fifty über 54 Runs und Rizwan nach 27 Runs. Die folgende Partnerschaft bildeten Salman Agha und Aamer Jamal. Jamal gelangen 28 Runs und kurz darauf schied auch Agha nach 18 Runs aus. Die letzte Partnerschaft des Innings entstand zwischen Khurram Shahzad und Mohammad Abbas. Shahzad erreichte 11 Runs und Abbas beendete das Innings mit 10* Runs, womit das Innings nach 211 Runs schloss. Beste südafrikanische Bowler waren Dane Paterson mit 5 Wickets für 61 Runs und Corbin Bosch mit 4 Wickets für 63 Runs. Für Südafrika etablierte sich Eröffnungs-Batter Aiden Markram und als Temba Bavuma ins Spiel kam, endete der Tag beim Stand von 82/3. Am zweiten Tag schied Bavuma nach 31 Runs und der ihm folgende David Bedingham konnte 30 Runs erzielen. Als Corbin Bosch auf Feld kam, schied Markram nach einem Fifty über 89 Runs aus. Diesem folgte Kagiso Rabada mit 13 Runs, bevor Dane Paterson das letzte Wicket des Innings nach 13 Runs verlor. Bosch hatte bis dahin 81* Runs erzielt und so den Vorsprung auf 90 Runs erhöht. Beste pakistanische Bowler waren Khurram Shahzad mit 3 Wickets für 75 Runs und Naseem Shah mit 3 Wickets für 92 Runs. Für Pakistan begannen Saim Ayub und Shan Masood. Ayub erreichte 27 Runs und wurde durch Babar Azam ersetzt. Masood schied nach 28 Runs aus, woraufhin Saud Shakeel aufs Feld kam und der Tag beim Stand von 88/3 endete. Am dritten Tag erreichte Azam ein Fifty über 50 Runs und der hineinkommende Aamer Jamal konnte 18 Runs beisteuern. Shakeel verlor sein Wicket nach einem Fifty über 84 Runs, und so endete das Innings mit einer Vorgabe von 148 Runs für Südafrika. Bester südafrikanischer Bowler war Marco Jansen mit 6 Wickets für 52 Runs. Für Südafrika formte Eröffnungs-Batter Aiden Markram zusammen mit dem fünften Schlagmann Temba Bavuma eine Partnerschaft und beendete den Tag beim Stand von 27/3. Am vierten Tag erreichte Markram 27 Runs und als David Bedingham ins Spiel kam, schied auch Bavuma nach 40 Runs aus. Bedingham erzielte 14 Runs, bevor Marco Jansen und Kagiso Rabada eine Partnerschaft formten, die die Vorgabe einholen konnte. Rabada erreichte dabei 31* Runs und Jansen 16* Runs. Bester pakistanischer Bowler war Mohammad Abbas mit 6 Wickets für 54 Runs. Als Spieler des Spiels wurde Aiden Markram ausgezeichnet.

### Zweiter Test in Kapstadt
| 3. – 6. Januar Scorecard | Kapstadt | Südafrika 615 (141.3) & 61-0 (7.1) | – | Pakistan 194 (54.2) & 478 (122.1) (f/o) |
|                          |          | Südafrika gewinnt mit 10 Wickets   |   |                                         |

Südafrika gewann den Münzwurf und entschied sich als Schlagmannschaft zu beginnen. Als Spieler des Spiels wurde Ryan Rickelton ausgezeichnet.

## Auszeichnungen

### Player of the Series
Als Player of the Series wurden der folgende Spieler ausgezeichnet.
| Serie | Player of the Series |
| ----- | -------------------- |
| Test  | Marco Jansen         |
| ODI   | Saim Ayub            |
| T20   | –                    |

### Player of the Match
Als Player of the Match wurden die folgenden Spielerinnen ausgezeichnet.
| Spiel   | Player of the Match |
| ------- | ------------------- |
| 1. Test | Aiden Markram       |
| 2. Test | Ryan Rickelton      |
| 1. ODI  | Salman Agha         |
| 2. ODI  | Kamran Ghulam       |
| 3. ODI  | Saim Ayub           |
| 1. T20  | George Linde        |
| 2. T20  | Reeza Hendricks     |
| 3. T20  | –                   |